# Andrzej Karpowicz
Andrzej Mikołaj Karpowicz (ur. 6 grudnia 1948) – polski adwokat, działacz kulturalny i urzędnik państwowy, w latach 1990–1991 podsekretarz stanu w Ministerstwie Kultury i Sztuki.

## Życiorys
Absolwent XXXIII Liceum Ogólnokształcącego Dwujęzycznego im. Mikołaja Kopernika w Warszawie. Ukończył studia prawnicze na Uniwersytecie Warszawskim, pisząc pracę magisterską o fotografii w prawie autorskim. Dorabiał także jako fotograf, odbył staż w Wydawnictwie „Arkady”. Uzyskał uprawnienia adwokata, specjalizował się w prawie autorskim. Został starszym partnerem w kancelarii prawniczej, prowadził też wykłady i szkolenia dla twórców i artystów.
Od 21 lutego 1990 do 17 stycznia 1991 pełnił funkcję podsekretarza stanu w Ministerstwie Kultury i Dziedzictwa Narodowego w rządzie Tadeusza Mazowieckiego. W latach 1992–1997 był prezesem Polskiego Towarzystwa Wydawców Książek, zasiadł też w radzie Polskiej Izby Książki. Opublikował podręczniki akademickie, w tym m.in.: Poradnik dla ludzi twórczych (1994), Podręcznik prawa autorskiego dla uczelni artystycznych (2001), Poradnik prawa autorskiego (2012).
W 2007 otrzymał Srebrny Krzyż Zasługi.